# Ремесло

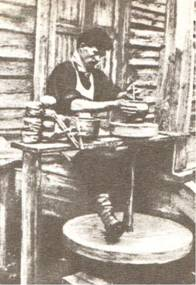
Український гончар при роботі, фото першої половини XIX ст.

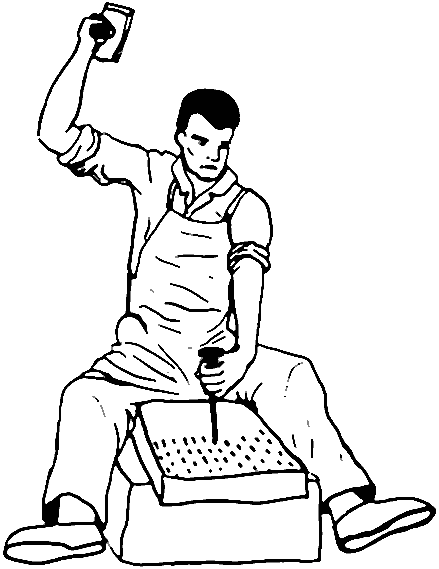
Іспанський цегляр із Сеговії

Ремесло́ або ремество́ (нім. Handwerk; англ. craft) — у середньовічному місті дрібне промислове виробництво, що базувалося на ручній праці.

## Зміст поняття «ремесло», відмінність від суміжних понять
Ремесло — дрібне виробництво за допомогою примітивного знаряддя, для задоволення широких побутових потреб, господарського (раніше й військового) виряду, різного роду будівництва та частин його устаткування.
З завмиранням натурального господарства ремесло відокремилося від хатнього виробництва (для власних потреб і для сусідів) і, щораз більше спеціалізоване, зосередилося головне в містах і містечках у вигляді дрібних підприємств. Вироби виконувалися на замовлення, рідше на ринок.
У ремісничих підприємствах майже нема поділу праці, хіба часткова допомога членів родини чи підмайстрів (челядників) і учнів-практикантів. Ремісник є власником майстерні і засобів виробництва, він сам (чи разом з вишколеним підмайстром) є самостійним виробником того чи ін. предмета, здатним виконати його від початку до кінця. Ремесло є його основним зайняттям і джерелом прожитку.
Із розвитком техніки ремесло, крім хисту й хатнього досвіду, вимагало чимраз докладнішого й спеціалізоіваного навчання. У добу найбільшого свого розквіту ремісники творили окрему, досить замкнену соціальну групу міщанського стану, характеристичну своїм побутом і громадським значенням, з особливими правами й обов'язками, визначеними цеховою організацією. Цим ремесла відрізняються від кустарної промисловості, яка переважно буває лише додатковим зайняттям (наприклад, у вільний від сільсько-господарських робіт час). Ремесло відмінне від мануфактури, в якій є більший поділ праці, господарська ініціатива і засоби виробництва не належать виробникам; крім того, наявні відповідні технічні прилади і рушії (вода, вітер тощо). Але в індустріальну добу у ремісничому виробництві застосовуються, крім основної ручної праці (чи ручних або ножних машин), також досконаліші (наприклад, електричні) прилади.

## Перелік ремесел
Детальніші відомості про розвиток ремесел в Україні ви можете знайти в статті Українські ремесла.
Найпопулярнішими ремеслами, носії традиції яких і досі зберігаються у світі, і зокрема в Україні, є:
- гончарство
- ковальство
- чинбарство
- кушнірство
- ткацтво
- медальєрне мистецтво
- різьблення
- різьблення по каменю
- килимарство
- плетіння
- столярство
- теслярство
- цеглярство
- золотарство
- гутництво
- бляхарство
- зброярство
- бондарство
- кравецтво